# Bolesław Kwiatkowski
Bolesław Jan Kwiatkowski (* 28. Juli 1942 in Warschau; † 13. Februar 2021 in Sydney, Australien) war ein polnischer Basketballspieler.

## Laufbahn
Bolesław Kwiatkowski begann 1957 mit dem Basketballspielen, zuvor war er als Leichtathlet und Fußballspieler aktiv. Er spielte bis 1973 für den AZS Warschau, ehe er zum ŁKS Łódź wechselte, wo er nach seiner aktiven Karriere das Traineramt übernahm.
Mit der Polnischen Nationalmannschaft nahm er 1967 an der Welt- und Europameisterschaft teil. Bei der Europameisterschaft gewann er mit dem Team die Bronzemedaille. Zudem gehörte er bei den Olympischen Spielen 1968 zum polnischen Aufgebot. Insgesamt absolvierte Kwiatkowski 114 Länderspiele und erzielte dabei 617 Punkte.
1981 wanderte Kwiatkowski nach Australien aus.